# Provincia dell'Imbabura
Imbabura è una provincia dell'Ecuador settentrionale che ha come capoluogo la città di Ibarra. Gli abitanti parlano la lingua quechua. Nel territorio è presente il vulcano Imbabura, alto 4609 metri.

## Geografia fisica
La provincia confina a nord con le province di Esmeraldas e del Carchi, ad est con quella di Sucumbíos, a sud con la provincia del Pichincha e ad ovest con quella di Esmeraldas.
Il territorio è caratterizzato dalla presenza di oltre 400 laghi, i più noti sono quelli situati ai piedi del vulcano Imbabura tra i quali il Lago San Pablo nei pressi del quale si trovano le cascate di Peguche ed il lago vulcanico della Laguna de Cuicocha.

## Cantoni
La provincia è suddivisa in sei cantoni:
| # | Cantone               | Capoluogo |
| - | --------------------- | --------- |
| 1 | Antonio Ante          | Atuntaqui |
| 2 | Cotacachi             | Cotacachi |
| 3 | Ibarra                | Ibarra    |
| 4 | Otavalo               | Otavalo   |
| 5 | Pimampiro             | Pimampiro |
| 6 | San Miguel de Urcuquí | Urcuquí   |